# Shōma Machii
Shōma Machii (japanisch 町井祥真, Machii Shōma; * 3. April 1990 in der Präfektur Fukuoka) ist ein japanischer Schauspieler.

## Leben
Machii wurde am 3. April 1990 in der Präfektur Fukuoka geboren. Seit Mitte der 2010er Jahre ist er als Fernseh- und Filmschauspieler tätig. Er übernahm 2014 Episodenrollen in den Mini-Serien Black President und Tokyo Scarlet: Keishichō NS Gakari. Im Erotikfilm White Lily von 2016 stellte er die Rolle des Satoru dar, der eine Affäre mit einer wesentlich älteren Frau beginnt. Ab demselben Jahr bis 2017 verkörperte er in insgesamt 24 Episoden der Fernsehserie Kamen raidā Eguzeido die Rolle des Graphite. 2017 wirkte er in der Mini-Serie Tokyo Vampire Hotel und dem gleichnamigen Filmableger mit.

## Filmografie (Auswahl)
- 2014: Black President (ブラックプレジデント Burakku purejidento, Mini-Serie, Episode 1×09)
- 2014: Tokyo Scarlet: Keishichō NS Gakari (Mini-Serie, Episode 1×03)
- 2016: Dōbutsu Sentai Jūōjā (動物戦隊ジュウオウジャー, Fernsehserie, Episode 1×03)
- 2016: White Lily (ホワイトリリー Howaito rirī)
- 2016–2017: Kamen raidā Eguzeido (Fernsehserie, 24 Episoden)
- 2017: Tokyo Vampire Hotel (東京ヴァンパイアホテル Tōkyō vanpaia hoteru, Mini-Serie, fünf Episoden)
- 2017: Tokyo Vampire Hotel (東京ヴァンパイアホテル: 映画版 Tōkyō vanpaia hoteru: Eiga-ban)
- 2018: Kamen Raidā Eguzeido torirojī: Anazā endingu – Kamen Raidā Paradokusu with Poppī (仮面ライダーエグゼイド トリロジー アナザーエンディング 仮面ライダーパラドクスwithポッピー)
- 2018: Mikaiketsu no Onna (未解決の女, Fernsehserie, Episode 1×05)
- 2020: Special Investigation Nine (Mini-Serie, Episode 1×03)
- 2020: Liked! Hikaru Genji-kun (Fernsehserie, zwei Episoden)
- 2020: Seven Secretaries (七人の秘書 Shichinin no Hisho, Mini-Serie, Episode 1×02)